# Periophthalmus
Periophthalmus es un género de peces conocidos como peces del fango, saltarines de fango o peces soplones, los cuales son capaces de vivir al aire libre al nutrirse de insectos y pequeños invertebrados.

## Características
El género Periophtalmus (saltador del atlántico) vive en aguas de los manglares haciendo lo que otros no pueden: respirar aire en un modo de vida anfibio.
Se le encuentra en regiones tropicales y subtropicales, incluyendo todo el Indo-Pacífico y el Atlántico africano. Sus miembros son muy activos fuera del agua, pero siempre necesitan el fango, del cual se alimentan y con el que interactúan, por ejemplo, para defender su territorio.
Comparados con los de otros géneros de la familia Gobiidae, estos peces presentan una serie de adaptaciones a su estilo de vida semiacuático, entre las que destacan:
- La habilidad para respirar a través de la piel, su mucosa bucal y faringe. Esto solo es posible en condiciones de mucha humedad, limitándolos a permanecer en el área fangosa. Este tipo de repiración cutánea es muy similar al de los anfibios.[1] Otra importante adaptación para ayudar a respirar aire es la existencia de grandes cámaras branquiales que actúan como un depósito de oxígeno, ayudando a la respiración mientras están en tierra.

- La habilidad de enterrarse en profundos surcos de sedimentos fangosos ligeros, lo que les permite termorregularse,[2] evitando predadores marinos durante la pleamar cuando peces y anfibios están sumergidos[3] y para poner sus huevos.[4]

Aún sumergidos, mantienen una cámara de aire dentro de sí, permitiéndoles respirar agua con una concentración de oxígeno muy baja.
El género Periophthalmus es de lejos el más diverso y cosmopolita de la familia. Diecisiete especies han sido descritas.

## Lista de especies
- Periophthalmus argentilineatus Valenciennes in Cuvier et Valenciennes, 1837
- Periophthalmus barbarus (Linnaeus, 1766)
- Periophthalmus cantonensis (Osbeck, 1765)
- Periophthalmus chrysospilos Bleeker, 1852
- Periophthalmus darwini
- Periophthalmus gracilis Eggert, 1935
- Periophthalmus kalolo Lesson, 1831

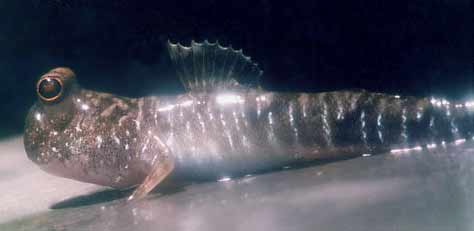
Periophthalmus gracilis (desde Malasia al norte de Australia).

- Periophthalmus magnuspinnatus Lee, Choi et Ryu, 1995
- Periophthalmus malaccensis Eggert, 1935
- Periophthalmus minutus Eggert, 1935
- Periophthalmus modestus Cantor, 1842
- Periophthalmus novaeguineaensis Eggert, 1935
- Periophthalmus novemradiatus (Hamilton, 1822)
- Periophthalmus pearsei Eggert, 1935
- Periophthalmus sobrinus Eggert, 1935
- Periophthalmus spilotus Murdy et Takita, 1999
- Periophthalmus variabilis Eggert, 1935
- Periophthalmus walailakae Darumas et Tantichodok, 2002
- Periophthalmus waltoni Koumans, 1941
- Periophthalmus weberi Eggert, 1935